# 下山房雄
下山房雄（しもやま ふさお、1933年5月16日- ）は、日本の経済学者。九州大学名誉教授。
東京市淀橋区生まれ。1956年東京大学経済学部卒、58年同大学院修士課程修了、1979年「高齢者の労働問題」で明治大学経営学博士。労働科学研究所研究員、横浜国立大学経営学部教授、1989年九州大学経済学部教授、97年定年退官、名誉教授、下関市立大学教授、98年学長。

## 著書
- 『やさしい賃金教室』日本評論社 1965
- 『日本賃金学説史』日本評論社 1966
- 『高齢者の労働問題』労働科学研究所 労働科学叢書 1978
- 『現代日本労働問題分析 組合運動ルネッサンスのために』労働旬報社 1983
- 『搾取と賃金のはなし』学習の友社1985
- 『現代世界と労働運動 日本とフランス』御茶の水書房 1997

### 共編著
- 『日本の生活時間』藤本武,井上和衛共著 労働科学研究所出版部 労働科学叢書 1965
- 『「構造的危機」下の社会政策』共編集 御茶の水書房 社会政策学会年報 1979
- 『日本の中高年 8 高齢化社会の労働生涯』編 垣内出版 1980
- 『不安定就業と社会政策 社外工・パート・日雇い・出稼ぎ』共編 御茶の水書房 社会政策学会年報 1980
- 『現代日本企業と賃金管理』編 労働旬報社 シリーズ:80年代の企業と労務管理 1982
- 『労働時間短縮 その構造と理論』大須賀哲夫共著 御茶の水書房 1998
- 『現代の交通と交通労働』沢喜司郎、山本興治、香川正俊共編著 御茶の水書房 1999

## 論文
- <下山房雄